# Keiferia
Keiferia is een geslacht van vlinders van de familie tastermotten (Gelechiidae).

## Soorten
- K. brunnea Povolny, 1973
- K. colombiana Povolny, 1975
- K. chloroneura (Meyrick, 1923)
- K. inconspicuella (Murtfeldt, 1883)
- K. lobata Povolny, 1990
- K. lycopersicella (Walsingham, 1897)
- K. propria Povolny, 1990
- K. rusposoria Povolny, 1970
- K. vitalis Povolny, 1990